# Занино (Кадуйский район)
Занино — деревня в Кадуйском районе Вологодской области.
Входит в состав Никольского сельского поселения, с точки зрения административно-территориального деления — в Никольский сельсовет.
Расстояние по автодороге до районного центра Кадуя — 30 км, до центра муниципального образования села Никольское — 6 км. Ближайшие населённые пункты — Ивановское, Калинино, Калинниково, Лыковская, Мелехино, Михайловская, Семеновская, Тарасовская, Терпеново, Чертова, Шутовская.
По переписи 2002 года население — 5 человек.